# Jubilee (musical)
Jubilee es una comedia musical con letras de Moss Hart y música de Cole Porter. Se estrenó en Broadway en 1935 con críticas entusiastas. Inspirado por las recientes bodas de plata del rey Jorge V de Gran Bretaña, la historia es de la familia real de un país europeo de ficción. Varias de sus canciones, especialmente "Begin the Beguine" y "Just One of Those Things", se convirtieron en canciones populares y se han incluido en el American Songbook. 
El musical se estrenó en Broadway en 1935, en medio de la Gran Depresión. Tuvo buenas críticas y fue considerado como "uno de los grandes acontecimientos teatrales de la década de 1930". [1] Se hicieron 169 actuaciones. Aunque los arreglos originales se perdieron después de 1946, el musical fue reconstruido y producido varias veces en versiones de conciertos por diferentes empresas en Nueva York y Londres, de 1986 a 2004.

## Historia
Cole Porter y Moss Hart tomaron un crucero de lujo en el Franconia, con sus familias, amigos y asistentes que los acompañaban. Su intención era escribir un nuevo musical durante el viaje, y las canciones y escenas se inspiraron en sus puertos de escala. Por ejemplo, la canción "The Bird Kling Kling" se produjo después de un viaje a través de un jardín botánico en Jamaica. [2] Aprovechando las bodas de plata del Rey Geroge V, crearon una comedia musical basada en la familia real y cuyos personajes eran caricaturas de amigos suyos famosos. Por ejemplo, el nadador que se convierte en un actor es una parodia de Johnny Weissmuller, y la anfitriona de la fiesta conocida Elsa Maxwell fue retratada como Eva Permanente. [3]

## Sinopsis
Cuando una revolución inminente amenaza a su régimen, la Familia Real decide abandonar responsabilidades y perseguir sus sueños privados. El Rey se reúne con la presentadora del partido Eva Permanente; la Reina se enamora del nadador-convertido en actor Charles Rausmiller; el Príncipe persigue la cantante Karen O'Kane; y la Princesa es cortejada por el dramaturgo / compositor / el actor Eric Dare. Cuando el levantamiento hostil resulta ser un engaño, los cuatro regresan al poder, trayendo con ellos los plebeyos que les han enseñado algunas lecciones importantes de la vida.

## Lista de canciones
Acto I
- Our Crown
- We're Off to Feathermore
- Why Shouldn't I
- Entrance of Eric
- The Kling-Kling Bird on the Divi-Divi Tree
- When Love Comes Your Way
- What a Nice Municipal Park
- When Me, Mowgli, Love
- Gather Ye Autographs While Ye May
- My Loulou
- Begin the Beguine
- Good Morning, Miss Standing
- My Most Intimate Friend
- A Picture of Me Without You
- Ev'rybod-ee Who's Anybod-ee
- The Judgement of Paris
- Aphrodite's Dance
- Swing That Swing

Acto II
- Sunday Morning Breakfast Time
- Mr. and Mrs. Smith
- Gay Little Wives
- To Get Away
- Me and Marie
- Just One of Those Things

## Producción
El musical se estrenó en el Teatro Shubert en Boston el 21 de septiembre de 1935 por un período de puesta a punto pre-Broadway de tres semanas. El estreno de Broadway se estrenó en el Teatro Imperial el 12 de octubre de 1935 y se cerró el 7 de mayo de 1936, después de 169 actuaciones. Los cambios en el liderato disminuyeron su atractivo. La producción fue supervisada por Hassard Short, quien también fue el diseñador de iluminación, dirigida por Monty Woolley, con coreografía de Albertina Rasch y Tony De Marco, y con escenografía de Jo Mielziner. 
El elenco incluyó 
- Melville Cooper como el Rey,
- María Boland como la Reina,
- Charles Walters como el Príncipe James,
- Margaret Adams como la princesa Diana,
- May Boley como Eva Permanente,
- Mark Plant como Charles Rausmiller,
- Junio Knight como Karen O'Kane,
- Derek Williams como Eric Dare, y
- Montgomery Clift como el príncipe Pedro.

## Críticas
The New York Times informó del estreno del musical (en septiembre de 1935), al escribir sobre el libretto de Hart que combinaba "la sátira, el sentimiento y humor en buena proporción." Sobre las melodías de Porter se decía que eran "originales y melodiosas." Se hizo especial mención a María Boland:  "La Señorita Boland interpretó la matrona ingeniosamente sentimental con gusto y entusiasmo, vestía ropas reales o traje de baño de una sola pieza con el mismo aplomo, cantó un poco, y bailó con todos los signos del goce" [4 ] 
Se consideró "uno de los grandes acontecimientos teatrales de la década de 1930". [1] Del estreno de Broadway (el 12 de octubre de 1935), Brooks Atkinson (The New York Times) escribió que el show 
"es una mascarada entusiasta ... Cada uno de los gremios que producen nuestros espectáculos musicales de lujo ha compartido igualmente en la excelencia general de un arcade de canto y danza de la clase alta ... Es una excelente fabula humorística, un poco romántica y eminentemente pragmática ... la música es alegre, versátil e imaginativa ... María Boland es la reina del libro y el rendimiento y un carnaval de delicias de historietas ". [5] 
Burns Mantle del NY Daily News declaró Jubilee ", la comedia más satisfactoria musical producida en un teatro estadounidense dentro de la duración de los recuerdos dignos de confianza". [1] Los revisores admiran el "libro", dando al espectáculo un argumento fuerte y escritura sólida integrado con la música. [1] Ellos tomaron rápidamente "Begin the Beguine" y "Just One of Those Things" como canciones favoritas.

## Producciones posteriores
A pesar del éxito popular, el musical no fue producido por una empresa de arrendamiento de teatro o actuaciones de aficionados después de su estreno. Actuaciones entre 1936 y 1948 fueron negociadas por los productores Max Gordon y Sam Harris. 
En 1946, el St. Louis Municipal Opera utilizó los acuerdos de producción, pero no para devolverlos al teatro Music Box. Jubilee se convirtió en un espectáculo perdido. [1] No se produjo durante 40 años. 
En 1985, Bill Tynes, productor de The New Amsterdam Theatre Company, contrató a Larry Moore para reconstruir el espectáculo en 1986. Tynes especializada en la producción de musicales clásicos en conciertos en el Town Hall de Nueva York. [6] Tenía la intención de utilizar la presentación de conciertos para la audición "a los partidarios, con la esperanza de generar apoyo financiero para una importante reactivación de la serie. 
El musical reconstruido abrió en versión concierto en marzo de 1986 en el Ayuntamiento, puesta en escena por James Brennan, con un reparto que incluía a Paula Laurence como La Reina, [1] Robert Fitch como el Rey, Reed Jones como el Príncipe, Alyson Reed como Karen O'Kane, Carole Shelley como Eva Permanente, Patrick Quinn como Eric Dare, Rebecca Luker, y Roderick Cook como el Primer Ministro. [7] [8] [9] 
El espectáculo se ha producido en dos ocasiones por Ian Marshall Fisher de "Lost musicals in concert" en Londres. La segunda producción, el uso de la Orquesta de la BBC, realizado en noviembre de 1999 en el Teatro de Su Majestad [10] [11] fue transmitido en diciembre de 1999 por la BBC Radio 3. [Cita requerida] 
El 10 de octubre de 1998, una versión de concierto fue puesta en escena en el Carnegie Hall, de Nueva York, para el beneficio de una organización benéfica para gais. Dirigida por Herbert Ross, con coreografía de Danny Daniels, Lynne Taylor-Corbett y Pierre Dulaine, el elenco incluye Bea Arthur como La Reina, Tyne Daly como Eva Permanente, Sandy Duncan como Karen O'Kane, Michael Jeter como El Rey, Alice Ripley como La Princesa, Stephen Spinella como Eric Dare, Bob París como Mowgli, y Philip Bosco como Primer Ministro. [12] La compañía de teatro de Nueva York "Musicals esta noche!" presentó un concierto organizado en octubre de 2004. [3] [13] 
El Jubilee 1986 reconstruido se interpretó durante cinco semanas a partir del 13 de junio de 2012 a la Tabard Theatre en Chiswick, Londres. Esta producción fue producida por Almost Normal ltd y fue la primera puesta en escena profesional completa del musical en el Reino Unido.

## Grabaciones
En el álbum pre-cast de musicales en general, fueron popularizados por las grabaciones de sus canciones de los cantantes o grandes bandas y / o ventas de sus partituras. Estas fueron algunas de las grabaciones actuales: 
- "Begin the Beguine /Waltz Down the Aisle " - Xavier Cugat y su orquesta Waldorf-Astoria, con voz de Don Reid.
- "Begin the Beguine / Just one of those things / Me and Marie / When Love Comes your way / Why shouldn't I?" - Paul Whiteman y su orquesta
- "Begin the Beguine / Me and Marie / Why shouldn't I?" - Joe Haymes y Su Orquesta
- "Just one of those things" - Nat. Brandywynne y su orquesta, Ted Fiorito, Richard HIMBER, Freddie Martin y su orquesta, Garland Wilson
- "Me and Marie" - Johnny Green y su orquesta
- "Waltz down the Aisle" - Paul Whiteman y su orquesta
- "When Love Comes Your Way / Me and Marie" - Jimmy Dorsey y su orquesta
- "Why shouldn't I? / A Picture of Me Without You?" - Jimmy Dorsey y su orquesta con la voz de Bob Eberle / Kay Weber
- "Why shouldn't I? / When Love Comes su camino?" - Johnny Green y su orquesta
- "Begin the Beguine" - Artie Shaw y su orquesta